# Briquetia inermis
Briquetia inermis är en malvaväxtart som beskrevs av P.A. Fryxell. Briquetia inermis ingår i släktet Briquetia och familjen malvaväxter. Inga underarter finns listade i Catalogue of Life.